# Masters League (Pferdesport)
Die Masters League ist eine überwiegend in Deutschland ausgetragene Turnierserie im Springreiten. Sie wird seit dem Jahr 2006 durchgeführt.
Die Serie wird von der Escon Marketing GmbH organisiert.

## Entwicklung
Diese Serie wurde im Jahr 2006 als Konkurrenzserie zur Riders Tour erschaffen. Bis 2011 wurde das Finale der Turnierserie in Festhallen-Reitturnier in Frankfurt am Main ausgetragen. Im Jahr 2012 fand kein Finale statt, das Finale der Saison wurde in den März 2013 verschoben, wo es beim Westfalenhallen-Reitturnier in Dortmund durchgeführt wurde.

## Wertungsprüfungen
Das Konzept der Turnierserie besteht aus mehreren Wertungsprüfungen und einem Finale. Bei den Qualifikationsturnieren qualifizieren sich üblicherweise die besten zwei Reiter der Samstags-Hauptprüfung sowie die besten vier Reiter der jeweiligen Großen Preise für das Finale. Beim Finalturnier selbst gilt eine Prüfung am Samstag nochmals als Qualifikation für vier Reiter für das Finale. Durch Doppelqualifikationen einzelner Reiter führt dies zu einem Starterfeld von etwa 30 bis 40 Reitern im Finale.
Im ersten Jahr der Masters League bestand diese aus sechs CSI 3*-Turnieren in Deutschland, die überwiegend vom Serienveranstalter Escon Marketing organisiert wurden. Inzwischen sind einzelne Turniere nicht mehr Teil der Serie, andere – auch aus dem benachbarten Ausland – sind hinzugekommen.
Somit bestand die Masters League 2012/2013 aus zehn Qualifikationsturnieren einschließlich der Turniere in Basel sowie in Wiesbaden. Die beiden Letztgenannten stellen eine Besonderheit dar, da sich bei diesen CSI 5*-Turnieren Reiter für das Finalturnier qualifizieren konnten, welches „nur“ ein CSI 3* (bis 2011 ein CSI 4*) war. Eine weitere Besonderheit in Wiesbaden war bis zum Jahr 2018, dass der Preis der Landeshauptstadt Wiesbaden sowohl für die Masters League als auch für die Riders Tour als Wertungsprüfung zählt.
Die Wertungsprüfungen finden sowohl bei internationalen Turnieren, meist auf CSI 2*- bis CSI 4*-Niveau, als auch bei einem national ausgeschriebenen Turnier statt.

### Wertungsprüfungen der Masters League 2018/2019
- Pferd International, CSI 3*-Turnier in München-Riem
- PfingstTurnier, CSI 4*-Turnier in Wiesbaden-Biebrich
- Hardenberg Burgturnier, CSI 3*-Turnier in Nörten-Hardenberg
- CSI Twente, CSI 4*-Turnier in Tubbergen-Geesteren
- Pferdewochen Rostock, CSI 4*-Turnier in Dummerstorf-Groß Viegeln
- S.D. Fürst Joachim zu Fürstenberg-Gedächtnisturnier, CSI 3*-Turnier in Donaueschingen
- Chiemsee Pferdefestival, zwei CSI 2*-Turniere in Ising
- Internationale Oldenburger Pferdetage, CSI 3*-Turnier in Oldenburg (Oldenburg)
- CSI Basel, CSI 5*-Turnier in Basel
- K+K Cup, nationales Turnier in Münster
- Signal Iduna Cup (Westfalenhallen-Reitturnier), CSI 4*-Turnier in Dortmund (Finale)[3]

## Finale
Das Finale wird durch den Großen Preis des Finalturnieres gebildet. Dies ist seit der Saison 2012/2013 der „Große Preis der Bundesrepublik“ beim Westfalenhallen-Reitturnier in Dortmund. Dieser war im Jahr 2013 mit 70.000 € dotiert. Ausgeschrieben war die Prüfung als Springprüfung mit Stechen, die Hindernishöhe betrug bis 1,55 Meter. Vier Jahre später war das Preisgeld der Prüfung, insbesondere durch Sachpreise (Kraftfahrzeuge) auf 120.000 € erhöht worden, die Hindernishöhe betrug nur bis zu 1,60 Meter.
Im Jahr 2010 handelte es sich beim Masters-League-Finale um die dritthöchstdotierte Springprüfung in Deutschland mit einem Preisgeld von 250.000 € inklusive Sachpreise.
| Saison    | Finalort          | Sieger                               |
| --------- | ----------------- | ------------------------------------ |
| 2006      | Frankfurt am Main | Marcus Ehning mit Sandro Boy         |
| 2007      | Frankfurt am Main | Thomas Voß mit Leonardo B            |
| 2008      | Frankfurt am Main | Marcus Ehning mit Sandro Boy         |
| 2009      | Frankfurt am Main | Mario Stevens mit Mac Kinley         |
| 2010      | Frankfurt am Main | Janne Friederike Meyer mit Lambrasco |
| 2011      | Frankfurt am Main | Christian Ahlmann mit Codex One      |
| 2012/2013 | Dortmund          | Angelina Herröder mit Pico's Boy     |
| 2013/2014 | Dortmund          | Albert Zoer mit Abra Kadabra         |
| 2014/2015 | Dortmund          | Bertram Allen mit Romanov            |
| 2015/2016 | Dortmund          | Jan Wernke mit Queen Mary            |
| 2016/2017 | Dortmund          | Sanne Thijssen mit Con Quidam        |
| 2017/2018 | Dortmund          | Denis Nielsen mit Cashmoaker         |
| 2018/2019 | Dortmund          | Michael Jung mit Chelsea             |

## Sponsor
In den ersten Jahren der Serie war JAB ANSTOETZ Hauptsponsor der Serie (JAB ANSTOETZ Masters League). In der Saison 2012/2013 trug die Turnierserie den Namen Kärcher Masters League. Seit dem Finalturnier im März 2017 trägt die Turnierserie nun den Namen Mitsubishi Masters League.